# ET42
ET42 — вантажний електровоз постійного струму, будувався в СРСР НЕВЗом спеціально для експорту в Польську Народну Республіку на Польські державні залізниці (PKP).

## Історія
Всього, з 1978 по 1982 рр, НЕВЗ побудував 50 таких двосекційних електровозів. Всі вони використовуються для водіння важких  поїздів з вугіллям (вагою понад 3600 тонн) на Вугільній магістралі.».

## Конструкція
Конструкція заснована на радянських серійних електровозах ВЛ10 і ВЛ11. 
Технічні вимоги розроблялися спільно спеціалістами, НЕВЗа і польських залізниць. При проектуванні врахована необхідність використання польської системи безпеки, засобів сигналізації та зв"язку, напруга 110 В для кіл управління. 
Кузов ЕТ42 встановлений на двовісних візках з пружним люлечним підвішуванням. Кожна секція має кабіну управління, машинні і аппаратні відділення, односторонній прохід. Обладнання скомпоноване в блоки з закінченим монтажем. Для цього використали нові для радянського електровозобудування дроти з гумовою і пластмасовою ізоляцією. Встановлено гальмівне обладнання Oerlikon.